# Florent Boutte
Florent Boutte, né le 15 octobre 1977 est un coureur cycliste français, spécialiste du BMX.

## Biographie
Florent Boutte a passé son professorat de sport et a été nommé au centre de formation du BMX à Aix en Provence. Il a entrainé la vice-championne du monde Laëtitia Le Corguillé aux Jeux olympiques de Londres en 2012. Mais le duo sportif est d'abord un couple dans la vie, Florent et Laëtitia se marient en septembre 2016 à 
Sury-le-Comtal. Ils ont ensemble un garçon et une fille. Florent a deux garçons d'un premier mariage

## Palmarès en BMX

### Championnats du monde
- Brighton 1996
  -  Médaillé de bronze du championnat du monde
  -  Médaillé de bronze du championnat du monde cruiser

### Championnats d'Europe
- 1998
  - 3e du championnat d'Europe de BMX
- 1999
  - 3e du championnat d'Europe de BMX
- 2000
  - 2e du championnat d'Europe de BMX
  -  Champion d'Europe de BMX cruiser
- 2001
  -  Champion d'Europe de BMX
- 2002
  -  Champion d'Europe de BMX
- 2005
  - 3e du championnat d'Europe de BMX

### Championnats de France
- 1999
  -  Champion de France de BMX
  -  Champion de France de BMX cruiser
- 2000
  -  Champion de France de BMX
  -  Champion de France de BMX cruiser
- 2002
  -  Champion de France de BMX
- 2004
  -  Champion de France de BMX
  -  Champion de France de BMX cruiser
- 2005
  -  Champion de France de BMX cruiser
- 2006
  -  Champion de France de BMX
  -  Champion de France de BMX cruiser